# Ceratopetalum apetalum

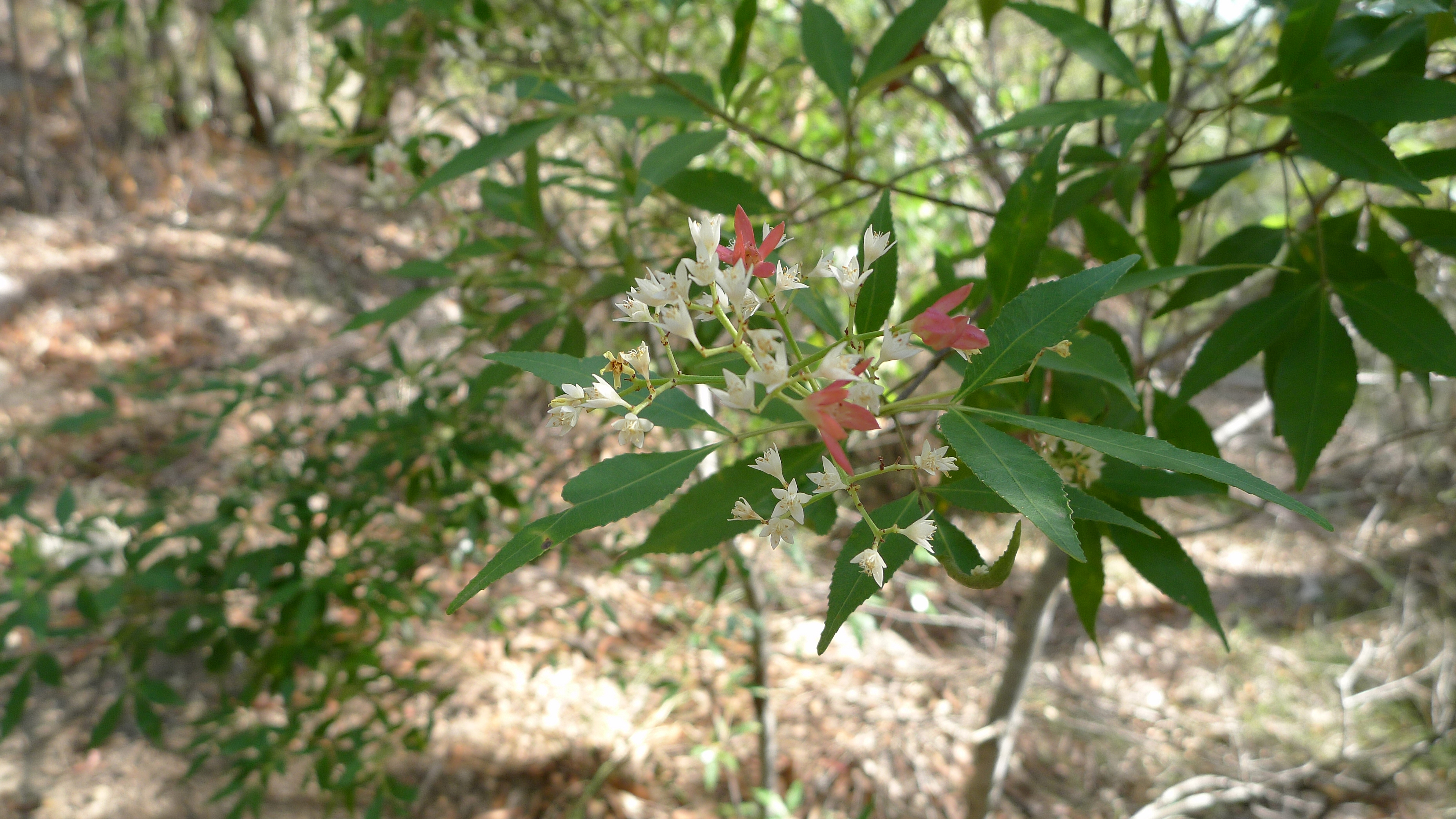
Blütenstand

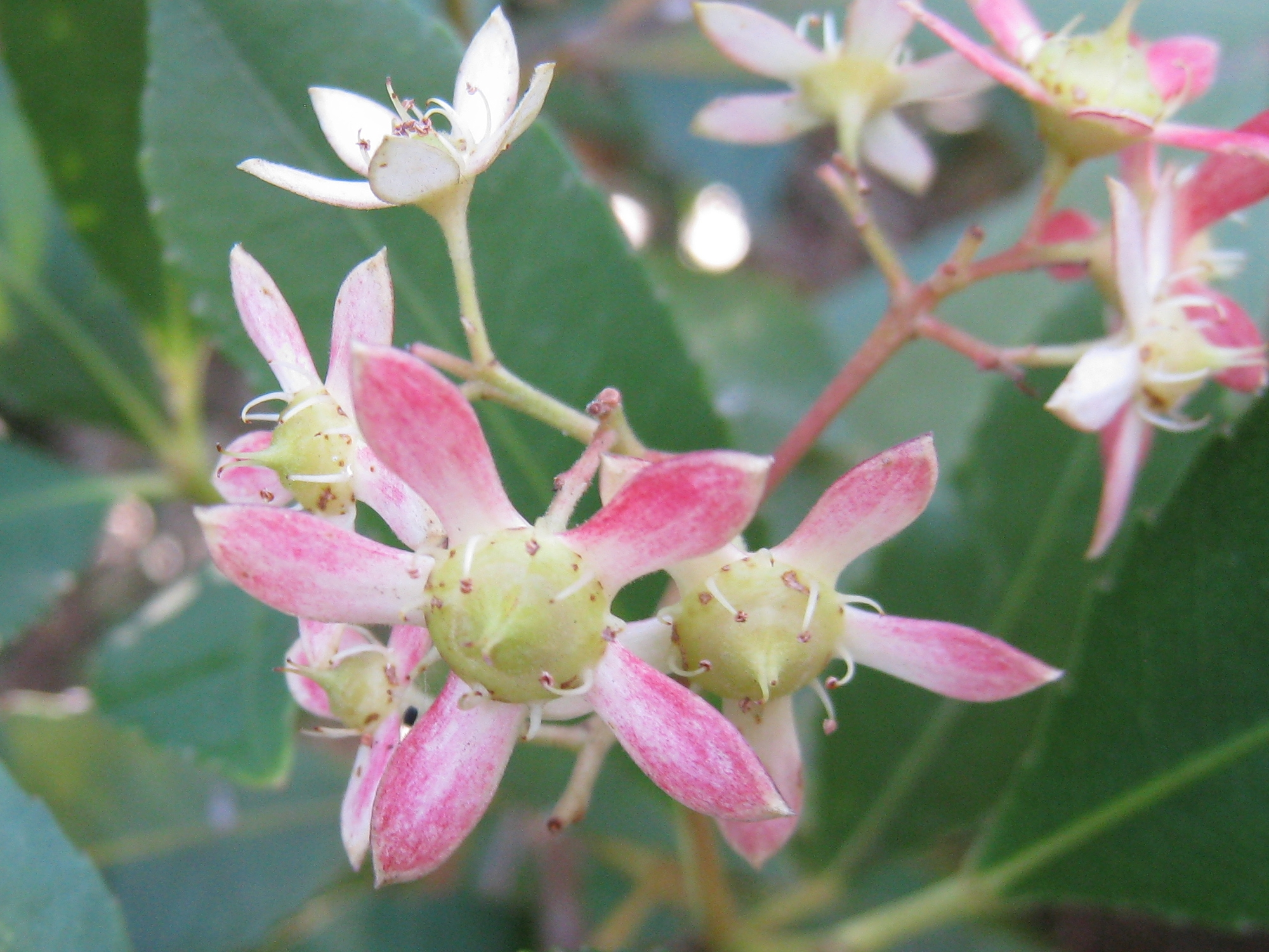
Blüte

Ceratopetalum apetalum oder Coachwood und Tarwood, ist ein Baum in der Familie der  Cunoniaceae aus Ostaustralien, New South Wales und Queensland.

## Beschreibung

### Vegetative Merkmale
Ceratopetalum apetalum wächst als immergrüner, mehrstämmiger Strauch oder als Baum mit rundlicher und dichter Krone etwa 20–25 Meter oder mehr hoch. Der Stammdurchmesser erreicht bis 70–90 Zentimeter. Es sind kurze Wurzelanläufe oder kleinere Brettwurzeln vorhanden. Die glatte, fibröse und festhaftende Borke ist grau bis braun und gefleckt und etwas quergestreift, bis -ringelt, an älteren Exemplaren ist sie unten am Stamm dicker, rissig und schwärzlich. Die Rinde ist aromatisch, riecht nach Karamell und enthält Coumarin wie auch das rötliche, kinoähnliche Harz des Baumes.
Die gegenständigen Laubblätter sind selten dreizählig oder meist gefiedert mit nur einem Fiederblättchen (unifoliolate; reduziertes zusammengesetztes Blatt). Die Blättchen sind verkehrt-eiförmig bis lanzettlich oder eiförmig bis eilanzettlich. Sie sind kurz gestielt und am Rand gesägt bis gekerbt, die Spitze ist rundspitzig bis zugespitzt. Die kahle, ledrige etwas steife Spreite ist 6,5–15 Zentimeter lang und 2–5 Zentimeter breit. Der 1–2 Zentimeter lange Blattstiel bei den unifoliolaten Blättchen besitzt oben am Spreitenansatz ein Gelenk (Pulvinus, Artikulation), die dreizähligen Blätter haben sitzende Blättchen. Die Nervatur ist gefiedert mit unterseits erhabener, gelblicher Mittelader und feinen Seitenadern. Die kleinen, paarigen Nebenblätter sind abfallend.

### Generative Merkmale
Es werden an den Zweigenden achselständige, feinhaarige und lang gestielte und schirmtraubig-zymöse, lockere Blütenstände gebildet. Die Blütenstandsstiele sind bis 10–12 Zentimeter lang. Die vier- bis fünfzähligen, zwittrigen und kurz gestielten, kleinen Blüten mit einfacher Blütenhülle sind ohne Petalen. Es ist ein kleiner, trichterförmiger Blütenboden vorhanden. Die spitzen und länglichen bis verkehrt-eiförmigen, freien und ausladenden Kelchblätter sind anfangs weiß und werden dann größer, etwa 7–8,5 Millimeter lang und rot.
Es sind 8–10 eingebogene, freie Staubblätter vorhanden die an dem großen, dicken Diskus sitzen, die Antheren haben an der Spitze ein kleines, spitzes Anhängsel. Der zweikammerige Fruchtknoten ist halbunterständig mit zwei halbverwachsenen Griffeln mit kleinen, kopfigen Narben.
Es werden kleine, holzig-korkige, kartonartige und einsamige, bräunliche Flügelfrüchte (Pseudosamara, Nüsse, Scheinfrüchte) mit beständigem Blütenboden, Diskus, Griffel- und Staubblattresten sowie mit sternförmigen, holzigen und flügeligen Kelchblättern gebildet. Die eigentliche Nuss ohne Flügel ist etwa 3,5–4 Millimeter groß. Die Diasporen werden durch den Wind ausgebreitet.

## Verwendung
Das mittelschwere, rötliche und gut haltbare Holz ist schön und kann für verschiedene Anwendungen genutzt werden. Das Holz wurde früher gern für den Wagenbau (englisch Coach) verwendet. Es ist auch bekannt als duftendes Satinholz, weil es angenehm nach Karamell riecht.